# Arethaea phalangium
Arethaea phalangium är en insektsart som först beskrevs av Scudder, S.H. 1877.  Arethaea phalangium ingår i släktet Arethaea och familjen vårtbitare. Inga underarter finns listade i Catalogue of Life.